# Hermann Hallauer
Hermann Josef Hallauer (* 8. Juni 1926 in Wolsfeld; † 1. April 2013 in Bonn) war ein deutscher Historiker, Philologe und Experte für Nikolaus von Kues.

Hallauer studierte ab 1946 klassische Philologie, Philosophie und Geschichte an der Universität Bonn und der Universität zu Köln. Er wurde 1951 in Köln promoviert mit einer (unveröffentlichten) Dissertation über den Pentalogus von Enea Silvio Piccolomini. Ab 1953 war er Lehrer für Latein, Geschichte und Philosophie und zuletzt Studiendirektor am Nicolaus-Cusanus-Gymnasium in Bonn. 1990 ging er in Pension.
Er befasste sich insbesondere mit der Zeit, als Nikolaus von Kues Fürstbischof von Brixen war. Hallauer begründete mit Erich Meuthen 1976 das Editionswerk Acta Cusana. Quellen zur Lebensgeschichte des Nikolaus von Kues und arbeitete eng mit diesem bei der Herausgabe der Quellen zum Leben von Cusanus zusammen.
2009 erhielt er mit Meuthen den Cusanus-Preis des Instituts für Cusanus-Forschung der Universität Trier (und der Dr. Birgit Helander Stiftung zur Cusanus-Forschung). Hallauer war im wissenschaftlichen Beirat der Cusanus-Gesellschaft.

## Schriften
- Nikolaus von Kues, Bischof von Brixen 1450–1464. Gesammelte Aufsätze. Bozen 2002.
- Nikolaus von Kues als Bischof und Landesfürst in Brixen (= Trierer Cusanus Lecture. Bd. 6). Trier 2000.
- Die Schlacht im Enneberg. Neue Quellen zur moralischen Wertung des Nikolaus von Kues (= Kleine Schriften der Cusanus-Gesellschaft. Bd. 9). Trier 1969.